# SC Franeker
SC Franeker is een amateurvoetbalvereniging uit Franeker, gemeente Waadhoeke, Friesland, Nederland.

## Algemeen
Per 1 juli 1970 fuseerden de voetbalclubs Freno en Froonacker, waarbij de oprichtingsdatum van 2 mei 1926 van de oudste club werd behouden. De clubkleuren zijn geel en blauw. De thuiswedstrijden worden op "Sportpark Hertog van Saxen" gespeeld.

## Standaardelftallen
Het standaardelftal speelt in het seizoen 2020/21 in de Vierde klasse zaterdag van het KNVB-district Noord. Met ingang van dit seizoen is het standaardelftal in de zondagafdeling niet meer ingeschreven, in 2018/19 kwam het nog uit in de Derde klasse.

### Zaterdag
Vanaf het seizoen 2015/16 telt de club, na acht seizoenen onderbreking, weer een standaardelftal in de zaterdagafdeling. De herstart vond plaats op het laagste niveau in het district; in Noord is dit (als enige district in de zaterdagafdeling) de Vijfde klasse. Hierbij werd direct in het eerste seizoen het klassekampioenschap van 5B behaald.
Van 1970/71 tot en met het seizoen 2006/07 kwam de club 37 seizoenen met een standaardteam in het zaterdagvoetbal uit. Dit team speelde in twee perioden acht seizoenen in de Vierde klasse, de hoogst bereikte klasse. In deze 37 seizoenen werd viermaal het klassekampioenschap behaald. Een tweestrijd met SC Kootstertille (kampioen FVB 1B) om het "Kampioenschap van Friesland 1971" (in het zaterdagvoetbal) werd verloren. Op 15 mei bleef Franeker-Kootstertille 0-0 en werd Kootstertille-Franeker op 22 mei 2-1.

#### Erelijst
kampioen Vijfde klasse: 2016
kampioen FVB 1e klasse: 1971
kampioen FVB 2e klasse: 1979, 1984, 1994

#### Competitieresultaten 1971–2019
| 1 1A |

| 5 4A |

| 6 4A |

| 11 4A |

| 12 4A |

| 7 1A |

| 12 1A |

| 2 2A |

| 1 2A |

| 12 1A |

| 4 2A |

| 4 2A |

| 2 2A |

| 1 2A |

| 11 1A |

| 2 2A |

| 6 2A |

| 4 2A |

| 4 2A |

| 6 2A |

| 3 2A |

| 3 2A |

| 4 2A |

| 1 2A |

| 4 1A |

| 3 1A |

| 4 5D |

| 2 5C |

| 6 4B |

| 9 4A |

| 7 4A |

| 12 4A |

| 7 5A |

| 3 5A |

| 7 5B |

| 7 5A |

| 10 5A |

|  |

|  |

|  |

|  |

|  |

|  |

|  |

|  |

| 1 5B |

| 3 4B |

| 6 4B |

| 7 4B |

| - 4B |

1971: de beslissingswedstrijd op 8 mei tegen SC Joure om het klassekampioenschap in FVB 1A werd met 3-1 gewonnen.
| Vierde klasse | Vijfde klasse | Eerste klasse FVB | Tweede klasse FVB |

### Zondag
Het zondagstandaardelftal speelde in twee perioden zes seizoenen in de Tweede klasse van het KNVB-district Noord, de hoogst bereikte klasse. Alle andere seizoenen speelde het afwisselend in de Derde- en Vierde klasse. Laatstelijk werd er in het seizoen 2018/19 in de Derde klasse gespeeld.

#### Erelijst
kampioen Derde klasse: 1989, 2009
kampioen Vierde klasse: 1980, 2001

#### Competitieresultaten 1971–2019
| 5 3A |

| 3 3A |

| 7 3A |

| 12 3A |

| 2 4A |

| 4 4A |

| 4 4A |

| 6 4A |

| 3 4A |

| 1 4A |

| 5 3A |

| 4 3A |

| 6 3A |

| 3 3A |

| 3 3A |

| 8 3A |

| 10 3A |

| 4 3A |

| 1 3A |

| 9 2A |

| 6 2A |

| 8 2A |

| 5 2A |

| 12 2A |

| 4 3A |

| 5 3A |

| 4 3C |

| 10 3A |

| 12 3D |

| 5 4A |

| 1 4A |

| 12 3D |

| 5 4A |

| 6 4A |

| 7 3D |

| 8 3B |

| 3 3B |

| 2 3A |

| 1 3A |

| 12 2K |

| 13 3A |

| 4 4A |

| 3 4A |

| 14 3A |

| 2 4A |

| 4 3A |

| 3 3A |

| 5 3A |

| 3 3A |

| Tweede klasse | Derde klasse | Vierde klasse |

## Vrouwen
Het eerste vrouwenvoetbalelftal speelt sinds het seizoen 2018/19 in de Derde klasse, eerder speelde het in 2012/13 een seizoen in deze klasse, het hoogst bereikte niveau.

## Freno
Freno werd op 2 mei 1929 in Schalsum opgericht als Zwaluwen, in juli 1930 werd de naam gewijzigd naar Freno, afkorting van "Franeker en omstreken". In 1934 promoveerde het eerste zondagelftal als kampioen in de FVB Tweede klasse naar de Eerste klasse waarop in 1936 promotie volgde naar de Derde klasse (de vierde klasse bestond nog niet in Noord). In 1950 degradeerde het team. In de Vierde klasse werd in 1952 de beslissingswedstrijd tegen VV Gorredijk om het klassekampioenschap in 4A op het hoofdveld van GAVC met 0-4 verloren. In 1956 liep Freno als kampioen van 4A promotie mis in de kampioenscompetitie met VV Steenwijker Boys, VV Kloosterburen en EMMS om twee plaatsen in de Derde klasse. Steenwijker Boys en Kloosterburen promoveerden. In 1961 werd middels het klassekampioenschap in 4A de Derde klasse voor de tweedemaal bereikt en hier verbleef de club nog toen er werd gefuseerd.

### Competitieresultaten 1934–1970
| 1 2? |

| ? 1? |

| ? 1? |

| 8 3? |

| 9 3A |

| 8 3A |

| 4 |

| 7 3A |

| 5 3A |

| 9 3A |

| 12 3A |

|  |

| 3 3A |

| 8 3A |

| 10 3A |

| 7 3A |

| 11 3A |

| 8 4A |

| 2 4A |

| 3 4A |

| 2 4A |

| 2 4A |

| 1 4A |

| 5 4A |

| 2 4A |

| 5 4A |

| 5 4A |

| 1 4A |

| 8 3A |

| 9 3A |

| 4 3A |

| 2 3A |

| 5 3A |

| 4 3A |

| 7 3A |

| 10 3A |

| 8 3A |

1952: de beslissingswedstrijd tegen VV Gorredijk om het klassekampioenschap in 4A werd op het hoofdveld van GAVC met 0-4 verloren.
1956: in de kampioenscompetitie met VV Steenwijker Boys, VV Kloosterburen, EMMS en Freno om twee plaatsen in de Derde klasse lukte het Steenwijker Boys en Kloosterburen om te promoveren.
| Derde klasse | Vierde klasse | Eerste klasse FVB | Tweede klasse FVB | Noodcompetitie |

In elke staaf van de grafiek staat van boven naar beneden vermeld: 
- Eindnotering

Dit is de positie die de club heeft bereikt in de competitie, zonder eventuele beslissings-, play-off- of nacompetitiewedstrijden die nodig zijn geweest om bijvoorbeeld de kampioen van de competitie te bepalen.
Indien een * achter het getal staat is de notering een tussenstand en kan het zijn dat de notering niet overeenkomt met de uiteindelijke eindstand van de competitie.
Staat er een - dan is het seizoen nog bezig en is er geen definitieve uitslag bekend.
Staat er xx op de positie van de notering, dan heeft de club vroegtijdig de competitie verlaten. Dit kan onder andere komen door terugtrekking van het team, faillissement van de club of door een uitgedeelde straf van de KNVB. In veel gevallen staat elders in het artikel de reden vermeld.
Staat er een ? dan is het resultaat uit het verleden onbekend, en is alleen de competitie of het niveau bekend van dat seizoen.
In de seizoenen 2019/20 en 2020/21 werd wegens de coronacrisis het amateurvoetbal afgebroken. Daardoor kennen deze staven geen eindklassering (middels -- weergegeven).
- Competitieniveau en afdelingsletter of Officiële eindstand Eredivisie
  - Competitieniveau en afdelingsletter

Hierbij geeft het getal het niveau weer, dat ook terug te vinden is in de legenda. De letter is de afdelingsaanduiding en wordt gebruikt wanneer er meer afdelingen zijn op hetzelfde niveau. De afdelingsletter is altijd een hoofdletter en wordt meestal zonder nummer gebruikt.
Voorbeeld: 2F is niveau 2e klasse competitie F.
Het competitieniveau en nummer wordt niet vermeld wanneer er slechts één competitie van dit niveau was.
  - Officiële eindstand Eredivisie (getal staat tussen haakjes vermeld)

Sinds de introductie van play-offwedstrijden voor Europees voetbal na afloop van de reguliere competitie in 2005/06, is de KNVB verplicht een eindstand van de Eredivisie door te geven aan de UEFA aan de hand van deze play-offwedstrijden.
Bij deze eindstand staan clubs die zich hebben gekwalificeerd voor Europees voetbal hoger dan clubs die zich niet wisten te kwalificeren. Indien er geen verschil was tussen de eindnotering en de officiële eindstand, staat dit getal niet vermeld.

- Onderafdeling

Hier staat afgekort de naam van de onderafdeling indien de club in dat jaar in een onderafdeling uitkwam. Tevens staat deze afkorting in de legenda en wordt gelinkt naar het artikel over deze onderafdeling. Deze afkorting wordt alleen vermeld wanneer de club in het verleden in verschillende onderafdelingen heeft gespeeld. Deze vermelding is in de staaf altijd in kleine letters. Deze onderafdelingen zijn na het seizoen 1995/96 afgeschaft. Heeft de club in slechts één onderafdeling gespeeld, dan is dit alleen terug te vinden in de legenda.
Onder de staaf staat het jaartal vermeld waarin het seizoen is afgesloten. 15 verwijst naar het seizoen 2014/15 of eventueel het seizoen 1914/15.
Wanneer een staaf leeg is, zijn deze gegevens niet bekend. Het kan ook zijn dat de club dat seizoen niet heeft meegespeeld op het hogere amateurniveau, vroegtijdig de competitie heeft verlaten of uit de competitie is gezet.

In het seizoen 1944/45 was er wegens de Tweede Wereldoorlog geen regulier competitievoetbal.

## Froonacker
Froonacker werd op 26 februari 1949 opgericht. Het kwam uit in het zaterdagvoetbal van de Friesche Voetbalbond. Bij de fusie in 1970 kwam het eerste team uit in de FVB Eerste klasse.
AVC · VV Beetgum · SC Berlikum · CVO · SF Deinum · VV Dronrijp · VV Foarút · SC Franeker · VV Minnertsga · Ouwe Syl · VV Sint Annaparochie · Sint Jacob · SSS '68 · Stormvogels '64 · VV Tzum · VV Tzummarum